# 오프 더 볼
오프 더 볼(off the ball)은 선수가 공을 소유하지 않거나 공과 밀접하게 관여하지 않는 상황을 가리키는 축구 용어이다. 이에 반해 공을 소유하고 있거나 공과 밀접하게 관여하여 플레이 하는 상황은 온 더 볼( on the ball )이라고 한다.
공격에서는 공을 소유한 선수가 패스하기 쉽고 골을 넣기 좋은 위치를 선정하고 수비에서는 볼을 가진 선수보다 침투하는 상대팀 선수를 마킹하는 것이 대표적인 예로 축구에  한 경기에 선수 당 실제 공을 소유하거나 터치하는 시간은 수분 이내이기 때문에 현대 축구에서는 오프 더 볼 상황에서의 플레이가 중요시되고 있다.